# II. Devlet Giráj krími kán
II. Devlet Giráj (krími tatár: II Devlet Geray, 1648 – 1719) (٢ دولت كراى) krími tatár kán.

## Első uralkodása
Devlet I. Szelim Giráj kán legidősebb fia volt. Kétszer viselte a kán utáni második legfontosabb méltóságot, 1683 és 1691, valamint 1692 és 1699 között. 1699-ben I. Szelim újbóli lemondása után Devletet javasolta kánnak. 
Trónra lépése után öccseit Sahbazt és Gázit tette meg kalgának és núreddinnek. Sikerére féltékeny testvérei azonban hamarosan megmérgezték Sahbazt, majd a megtorlástól félve elmenekültek.
Devlet a karlócai béke évében kezdte az uralkodását, amely megmutatta az Oszmán Birodalom gyengeségét és szentesítette az orosz jelenlétet a Fekete-tenger mentén. A kán attól tartott, hogy agresszív szomszédja csak az alkalomra vár hogy tovább terjeszkedjen a Krími Kánság kárára, ezért új erődöt építtetett Kercsben, és folyamatosan figyelmeztetéseket küldött Isztambulba az oroszok hajó- és erődépítéseiről. Az orosz követ szerint mindössze tizenkét kis hajójuk volt a Fekete-tengeren és az erődökre a nyugtalankodó kozákok miatt volt szükség. Hogy elkerülje az oroszok provokálását, II. Musztafa oszmán szultán 1702-ben leváltotta Devletet és újból az immár idős és köszvény gyötörte I. Szelimet tette meg kánnak. Devlet tiltakozott a döntés ellen, még fegyveres ellenállást is szervezett a nogáj tatárokkal, de végül kénytelen volt a cserkeszekhez menekülni.

## Második uralkodása
I. Kaplan kán 1709-es leváltása után III. Ahmed oszmán szultán újból Devlet Girájt nevezte ki krími kánnak. Ugyanebben az évben az oroszok a poltavai csatában súlyos vereséget mértek a svédek és az Ivan Mazepa vezette függetlenségpárti kozákok szövetségére. XII. Károly svéd király az őt üldöző orosz csapatok elől Törökországba menekült (ahol aztán négy évet töltött), II. Devlet pedig engedélyezte hogy a Mazepa-párti kozákok letelepedjenek a kánság területén.
1710-ben Törökország hadat üzent Oroszországnak, mire I. Péter cár egy megelőző csapással ötvenezres sereget vezetett Moldvába. A Prut folyónál találkozott a túlerőben levő oszmán fősereggel, Devlet kán tatárjai pedig elvágták a visszavonulás útját. A csapdába esett cár lefizette a török sereg fővezérét és a törökök számára előnyös békével kimentette magát szorult helyzetéből. Eszerint át kellett volna adnia Azovot az oszmánoknak és lerombolnia többi dél-ukrajnai erődjeit, de a feltételeket nem teljesítette.
1713-ban a szultán parancsot adott II. Devletnek, hogy kísérje át Ukrajnán a hazatérő XII. Károly királyt. A veszélyes úthoz egyiküknek sem volt kedve, Károly azzal vádolta a kánt, hogy át akarja őt adni az oroszoknak, Devletnek pedig nem tetszett, hogy neki kellett fizetnie a svéd király költségeit és dühében megfenyegette hogy "belelöki a Dnyeszterbe". Fegyveres összetűzésre is sor került, ami után során Devlet maga tartóztatta le Károlyt. A szultán azonban felháborodott, hogy tiszteletlenül bánt a vendégével és elvette tőle a káni címet. Devletet Rodoszra küldték, majd Vize városába költözött és ott élt 1719-es haláláig.